# Gomesa gilva
Gomesa gilva är en orkidéart som först beskrevs av Vell., och fick sitt nu gällande namn av Mark W. Chase och Norris Hagan Williams. Gomesa gilva ingår i släktet Gomesa och familjen orkidéer. Inga underarter finns listade i Catalogue of Life.